# Chrysactinium
Chrysactinium là một chi thực vật có hoa trong họ Cúc (Asteraceae).

## Loài
Chi Chrysactinium gồm các loài: